# Sabine Ginther
Sabine Ginther (ur. 3 lutego 1970 w Vorderhornbach) – austriacka narciarka alpejska, wielokrotna medalistka mistrzostw świata juniorów i dwukrotna zdobywczyni Małej Kryształowej Kuli.

## Kariera
Po raz pierwszy na arenie międzynarodowej pojawiła się w 1987 roku, startując na mistrzostwach świata juniorów w Sälen i Hemsedal. Zwyciężyła tam w kombinacji, była druga w zjeździe, czwarta w gigancie i dziewiąta w slalomie. Podczas mistrzostw świata juniorów w Madonna di Campiglio w 1988 roku zdobyła złote medale w gigancie, supergigancie i kombinacji oraz srebrny w zjeździe. Na rozgrywanych rok później mistrzostwach świata juniorów w Aleyska wygrała zjazd i supergiganta, a w gigancie była piąta.
W zawodach Pucharu Świata zadebiutowała 26 listopada 1988 roku w Schladming, gdzie zajęła 14. miejsce w supergigancie. Tym samym zdobyła pierwsze pucharowe punkty. Na podium zawodów tego cyklu pierwszy raz stanęła 22 grudnia 1990 roku w Morzine, kończąc rywalizację w kombinacji na trzeciej pozycji. W zawodach tych wyprzedziły ją jedynie rodaczka, Ingrid Stöckl i Francuzka Florence Masnada. W kolejnych startach jeszcze trzynaście razy stawała na podium zawodów pucharowych, odnosząc przy tym sześć zwycięstw: 9 marca 1991 roku w Lake Louise, 15 marca 1991 roku w Vail i 1 lutego 1992 roku w Grindelwald wygrywała zjazdy, 12 stycznia 1992 roku w Schruns wygrała slalom, a 12 stycznia 1992 roku w Schruns i 2 lutego 1992 roku w Grindelwald była najlepsza w kombinacji. W sezonie 1990/1991 zajęła drugie miejsce w klasyfikacji generalnej i w klasyfikacji zjazdu, a w klasyfikacji kombinacji zwyciężyła. Najlepsza w klasyfikacji kombinacji była także w sezonie 1991/1992.
Wystartowała na mistrzostwach świata w Saalbach-Hinterglemm w 1991 roku, zajmując szóste miejsce w zjeździe. Znalazła się też w reprezentacji Austrii na igrzyska olimpijskie w Albertville w 1992 roku. Podczas treningu w zjeździe do kombinacji Ginther upadła, doznając kontuzji pleców. Złamała drugi krąg odcinka lędźwiowego kręgosłupa, co wyłączyło ją nie tylko ze startu na igrzyskach, ale ze wszystkich startów do końca sezonu 1991/92.
Po wypadku wróciła do startów w sezonie 1992/1993, jednak z powodu powtarzających się kontuzji ogłosiła zakończenie kariery w marcu 1994 roku.

## Osiągnięcia

### Igrzyska olimpijskie
| Miejsce | Dzień     | Rok  | Miejscowość | Konkurencja | Czas biegu | Strata | Zwyciężczyni     |
| ------- | --------- | ---- | ----------- | ----------- | ---------- | ------ | ---------------- |
| DNS     | 13 lutego | 1992 | Albertville | Kombinacja  | 2,55 pkt   | -      | Petra Kronberger |

### Mistrzostwa świata
| Miejsce | Dzień       | Rok  | Miejscowość | Konkurencja | Czas biegu | Strata | Zwyciężczyni     |
| ------- | ----------- | ---- | ----------- | ----------- | ---------- | ------ | ---------------- |
| 6.      | 26 stycznia | 1991 | Saalbach    | Zjazd       | 1:29,12    | +0,85  | Petra Kronberger |

### Mistrzostwa świata juniorów
| Miejsce | Dzień       | Rok  | Miejscowość          | Konkurencja | Czas biegu | Strata | Zwyciężczyni           |
| ------- | ----------- | ---- | -------------------- | ----------- | ---------- | ------ | ---------------------- |
| 4.      | 20 marca    | 1987 | Sälen                | Gigant      | 2:22,07    | +1,20  | Deborah Compagnoni     |
| 9.      | 21 marca    | 1987 | Sälen                | Slalom      | 1:39,41    | +2,13  | Ingrid Stöckl          |
| 2.      | 26 marca    | 1987 | Hemsedal             | Zjazd       | 1:29,50    | +0,31  | Marika Daxer           |
| 1.      | 26 marca    | 1987 | Hemsedal             | Kombinacja  | ?          | -      | -                      |
| 2.      | 27 stycznia | 1988 | Madonna di Campiglio | Zjazd       | 1:15,24    | +0,03  | Andrea Schwarzenberger |
| 1.      | 28 stycznia | 1988 | Madonna di Campiglio | Supergigant | 1:16,26    | -      | -                      |
| 1.      | 30 stycznia | 1988 | Madonna di Campiglio | Gigant      | 1:53,22    | -      | -                      |
| 8.      | 31 stycznia | 1988 | Madonna di Campiglio | Slalom      | 1:37,98    | +2,38  | Renate Oberhofer       |
| 1.      | 31 stycznia | 1988 | Madonna di Campiglio | Kombinacja  | ?          | -      | -                      |
| 1.      | 5 kwietnia  | 1989 | Aleyska              | Zjazd       | 1:31,91    | -      | -                      |
| 1.      | 6 kwietnia  | 1989 | Aleyska              | Supergigant | 1:20,69    | -      | -                      |
| 5.      | 8 kwietnia  | 1989 | Aleyska              | Gigant      | 2:09,19    | +1,18  | Kimberly Schmidinger   |

### Puchar Świata

#### Miejsca w klasyfikacji generalnej
- sezon 1988/1989: 78.
- sezon 1989/1990: 49.
- sezon 1990/1991: 2.
- sezon 1991/1992: 6.
- sezon 1992/1993: 28.

#### Miejsca na podium w zawodach
1. Morzine – 22 grudnia 1990 (kombinacja) – 3. miejsce
2. Bad Kleinkirchheim – 6 stycznia 1991 (zjazd) – 2. miejsce
3. Bad Kleinkirchheim – 7 stycznia 1991 (kombinacja) – 2. miejsce
4. Furano – 24 lutego 1991 (supergigant) – 3. miejsce
5. Lake Louise – 9 marca 1991 (zjazd) – 1. miejsce
6. Vail – 15 marca 1991 (zjazd) – 1. miejsce
7. Vail – 16 marca 1991 (zjazd) – 3. miejsce
8. Schruns – 11 stycznia 1992 (zjazd) – 2. miejsce
9. Schruns – 12 stycznia 1992 (slalom) – 1. miejsce
10. Schruns – 12 stycznia 1992 (kombinacja) – 1. miejsce
11. Grindelwald – 1 lutego 1992 (zjazd) – 1. miejsce
12. Grindelwald – 2 lutego 1992 (kombinacja) – 1. miejsce
13. Cortina d’Ampezzo – 17 stycznia 1993 (kombinacja) – 3. miejsce
14. Haus – 22 stycznia 1993 (zjazd) – 3. miejsce